# أليس ليختنشتاين
أليس ليختنشتاين (بالإنجليزية: Alice Lichtenstein)‏ (1958)؛ كاتِبة وروائية أمريكية.